# Hradeckega cesta, Ljubljana
Hradeckega cesta je ena izmed cest v Ljubljani, ki poteka po severovzhodnem pobočju Golovca, jugovzhodno od Gruberjevega kanala, približno vzporedno z oz. nad njim. 

## Zgodovina
V času županovanja Janeza Nepomuka Hradeckega je slednji prodal mestno zemljišče ob cesti Ob prekopu v Kurji vasi z namenom, da tu kupci postavijo hiše; posledično se je v 70. letih 19. stoletja za to naselje prijelo ime Hradeckijevo predmestje.
Konec istega desetletja so ta predel Ljubljane preimenovali v Hradeckijevo vas.
Leta 1910 je Ivan Hribar predlagal preimenovanje vasi v Hradeckega ulico, a je policija odsvetovala preimenovanje.
V današnji naziv je bila vas preimenovana šele leta 1932.

## Urbanizem
Cesta poteka od križišča s Ižansko cesto ter križišča s Karlovško cesto do križišča s Poljansko in Litijsko cesto. Povezuje torej ljubljansko Četrtno skupnost Rudnik (ljubljansko Barje) in Prule preko ozemlja, ki pripada ČS Center s Kodeljevim, ki spada v ČS Moste in Četrtno skupnostjo Golovec (Štepanja vas oz. Štepanjsko naselje). 
Na cesto se povezujeta: Streliška ulica (preko brvi čez Gruberjev prekop) in Pot na Golovec.
Ima več (slepih) krakov, ki se odcepijo od glavne ceste.